# Tour Granite
Tour Granite är en skyskrapa i La Défense i Paris storstadsområde i Frankrike. Byggnaden är 184 meter och 35 våningar hög. Skyskrapan står mittemot Tours Société Générale, vars kapacitet var otillräcklig. Liksom det senare har Tour Granite ett brett sluttande tak.